# Myiotrixa prosopina
Myiotrixa prosopina är en tvåvingeart som beskrevs av Brauer och Julius Edler von Bergenstamm 1893. Myiotrixa prosopina ingår i släktet Myiotrixa och familjen parasitflugor. Inga underarter finns listade i Catalogue of Life.